# Heian Nidan
Heian Nidan (平安二段 Heian Nidan?, “paz y tranquilidad, nivel 2”) es el segundo kata de la serie de katas Heian del estilo Shotokan de karate. Fue creada por Ankō Itosu a principios del siglo XX.

## Historia
Este kata, como el resto de la serie Heian fue adaptado por Ankō Itosu del kata Kankū Dai a principios del siglo XX.
Originariamente era el primero en la serie Heian, según lo desarrolló Ankō Itosu; pero posteriormente pasó a ser el segundo.

## Estructura
Es un kata shorin muy básico, enfocado a la flexibilidad, ayudando a desarrollar movimientos rápidos y explosivos.
Contiene 26 movimientos y dos kiai. Este kata ya incluye defensas y ataques dobles, así como combinaciones de técnicas más largas que en Heian Shodan.
| Mov. 16º |
| Yoi      |

|               |
| Movimiento 1º |

|               |
| Movimiento 2º |

|               |
| Movimiento 3º |

|               |
| Movimiento 4º |

|               |
| Movimiento 5º |

|               |
| Movimiento 6º |

|               |
| Movimiento 7º |

|               |
| Movimiento 8º |

|               |
| Movimiento 9º |

|                |
| Movimiento 10º |

|                |
| Movimiento 11º |

|                |
| Movimiento 12º |

|                |
| Movimiento 13º |

|                |
| Movimiento 14º |

|                |
| Movimiento 15º |

|                |
| Movimiento 16º |

### Diagrama (embusen)
El embusen de este kata es muy sencillo, al igual que el resto de las Heian. Prácticamente se asemeja a una I mayúscula.

### Posiciones (dachi)
- Kokutsu dachi
- Zenkutsu dachi

### Defensas (uke)
- Yodan age uke
- Shoto uke
- Shuto uke
- Uchi uke
- Morote uke
- Gedan barai

### Ataques directos (tsuki)
- Gyaku tsuki

### Ataques indirectos (uchi)
- Uraken uchi
- Tettsui uchi
- Nukite

### Patadas (geri)
- Yoko geri
- Mae geri

## Puntos importantes

### Shuto uke
Dado que 7 de los 26 movimientos del kata son shuto uke, es muy importante realizar correctamente esta técnica. Ello implica hacer un kokutsu dachi estable.

### Giro de cadera (gyaku hanmi)
La rotación invertida de la cadera combinada con uchi uke es complicada: es la cadera la que tiene que retraer tanto la rodilla como el pie delanteros, y no ser el pie el que se recoge primero.

## Aplicaciones (bunkai)

### Nukite
La aplicación más común de nukite consiste en defender con la palma de la mano un ataque medio del oponente, contraatacando con la punta de los dedos de la otra mano (el nukite propiamente dicho). Esta técnica es eficaz cuando se lanza hacia la laringe (bajo la nuez), dado que el pecho es una superficie muy dura para la punta de los dedos.

### Equivalencias entre estilos
Este kata también se encuentra presente en otros estilos de karate, con distinto nombre y algunas diferencias en su ejecución.
- Heian Nidan: Shotokan.
- Pinan Nidan: Shitō-ryū, Shōrin-ryū, Wadō-ryū, Gensei-ryū, Kyokushin kaikan, Ryukyu Kempo, Shindō jinen-ryū, Shukokai.
- Pyung ahn ee dan: Tang Soo Do (karate coreano).[5][6]
- Pinan sono ni: Kyokushinkai.

### Vídeos
- Heian Nidan, por Hirokazu Kanazawa en YouTube.
- Heian Nidan, por Yoshiharu Osaka con Masatoshi Nakayama en YouTube.
- Heian Nidan, por Yoshinobu Ohta en YouTube.
- Heian Nidan, por alumnos de la JKA en los 60 en YouTube.

- Datos: Q1593808